# 川倉けいぞう
川倉 けいぞう（かわくら けいぞう、1964年5月29日 - ）は、日本の俳優。神奈川県出身。身長169cm。体重66kg。ジュピタープロモーション、プロダクション・タンクに所属していた。旧芸名は川倉 慶三。

## 出演作品

### テレビドラマ
- ザ・ハングマン4 第14話「疑惑の新妻殺人犯に自白させる!」（1984年）
- なにさまっ! 第11話（最終回）「言えなかったことば」（1998年）
- サイコメトラーEIJI2 第9話「Last Revolution（前編）」（1999年）
- はぐれ刑事純情派 第13シリーズ 第12話「学級崩壊殺人!? 里見刑事の息子が犯人?」（2000年）
- 怖い日曜日〜2000〜 第1話（2000年）
- 花村大介 第2話「ウソの写真 手錠の謎」（2000年）
- お前の諭吉が泣いている（2001年）
- ルーキー! 第11話「超最悪!! 凶弾に倒れる刑事」（2001年）
- 傷だらけのラブソング 第5話「幻の路上ライブ」（2001年）
- 仮面ライダー龍騎 第43話「英雄は戦う」（2002年） - 車の持ち主 役
- ホーム&アウェイ 第11話「旅の終わりは永遠の別れ」（2002年）
- ウルトラマンネクサス（2004年 - 2005年） - 防護服の男 役
  - 第1話「夜襲 - ナイトレイド-」（2004年）
  - 第21話「受難 - サクリファイス -」（2005年）
  - 第22話「安息 - キュア -」（2005年）
- ロケットボーイズ 第10話（2006年）
- カクレカラクリ（2006年）
- きらきら研修医 第9話「内科 でないか?②」（2007年）
- 浅草ふくまる旅館 第2シリーズ 第1話「大吉親子の秘密」（2007年）
- オトコの子育て 第2話「運動会ビリでもいいですか?」（2007年）
- 薔薇のない花屋 第2話「花のように笑う人」（2008年）
- メン☆ドル 〜イケメンアイドル〜（2008年） - 牛島貴明 役 ※準レギュラー
- FACE MAKER 第2話「誘拐」（2010年）
- Q10 第1話「この地球上に自分より大切に思える人なんているんだろうか?」（2010年）
- 孤独のグルメ Season3 第10話（2013年9月11日、テレビ東京） - ふく扇・店主 役

### その他
- アウトドアの楽しみ方
- 生きるチカラ
- 育児としつけについて考える
- 命ふたたび
- こころの遺伝子 〜あなたがいたから〜
- その時歴史が動いた
- なみだ記念日

### 映画
- 猟色SM緊縛（1985年）
- 失楽園（1997年）
- 誘拐（1997年）
- 洗濯機は俺にまかせろ（1999年）
- mute ミュート（2001年）
- CUT（2011年）

### 舞台
- つる

### CM
- NTTドコモ
- 大同生命保険
- 洋服の青山

### プロモーションビデオ
- 公正取引委員会
- 交通安全
- 国税庁
- 災害原因調査
- 地方公務員
- 東京都生涯スポーツクラブ
- ミレア・モンディアル
- みんなで考える防災安全の知恵!

### 吹き替え
- クローザー
- ザ・ホワイトハウス